# Heteronyx rhinastus
Heteronyx rhinastus är en skalbaggsart som beskrevs av Blackburn 1890. Heteronyx rhinastus ingår i släktet Heteronyx och familjen Melolonthidae. Inga underarter finns listade i Catalogue of Life.